# Diede van Oorschot
Diede van Oorschot (Utrecht, 11 december 2003) is een Nederlands shorttrackster. Ze werd Europees kampioen op de 1500 meter van het EK 2024 in Gdańsk, Polen.

## Biografie
Van Oorschot werd geboren als de jongste van vier kinderen in Utrecht. Op zesjarige leeftijd begon ze met schaatsen en combineerde ze langebaanschaatsen met shorttrack. Vanaf haar zestiende deed Van Oorschot mee aan jeugdwedstrijden. In 2019 werd ze Nederlands juniorenkampioen en maakte ze haar opwachting in de Nederlandse jeugdploeg. Op de Olympische Jeugdwinterspelen 2020 in Lausanne, Zwitserland won Van Oorschot een gouden medaille op de gemengde estafette. In het seizoen 2020/21 maakte ze voor het eerst haar opwachting in TeamNL en koos ze definitief voor de discipline shorttrack. Van Oorschot won op het WK shorttrack junioren 2022 in Gdańsk, Polen een bronzen medaille op de 1000 meter en een zilveren medaille op de estafette.
In november 2022 liep Van Oorschot een hersenschudding op door een val op het ijs tijdens trainingskamp in Bormio, Italië. Hier moest Van Oorschot maandenlang van herstellen. Ze keerde terug op de WK junioren shorttrack 2023. Hier eindigde ze op de zestiende plaats op de 1500 meter en 4e op de estafette. In juni 2023 trainde Van Oorschot weer volledig mee en in september van hetzelfde jaar sloot ze zich weer aan bij TeamNL. In januari 2024 wist Van Oorschot op het EK shorttrack in Gdańsk een gouden medaille met de aflossingsploeg te behalen. Op de 1500 meter behaalde ze de vijfde plaats. In het Duitse Dresden wist Van Oorschot opnieuw een gouden medaille te behalen met de aflossingsploeg.
Door afwezigheid van Suzanne Schulting, mocht Van Oorschot ook aantreden in de World Tour in Montréal, Canada. Met de aflossingsploeg pakte ze de zilveren medaille ondanks een valpartij van Michelle Velzeboer en mede door een eliminatie van Canada. Door nieuwe blessures bij Suzanne Schulting en Selma Poutsma maakte Van Oorschot ook deel uit van de selectie op de wereldbeker in Peking, waar ze met de aflossingsploeg werd gediskwalificeerd nadat Xandra Velzeboer twee tegenstanders onderuithaalde bij een valpartij.
Bibi Arts · Teun Boer · Hugo Bosma · Zoë Deltrap · Friso Emons · Kay Huisman· Yara van Kerkhof · Niels Kingma · Sjinkie Knegt · Daan Kos · Itzhak de Laat · Diede van Oorschot · Selma Poutsma · Sven Roes · Suzanne Schulting · Bram Steenaart · Michelle Velzeboer · Xandra Velzeboer · Jens van 't Wout · Melle van 't Wout

Bondscoach: Niels Kerstholt

Assistent-coach: Kip Carpenter · Haralds Silovs